# 李剑白
李剑白（1918年—2008年），原名李文杰，曾名刚沉、李韬光、李毅，奉天人，中华人民共和国政治人物。

## 生平
早年参加学生运动。1946年，担任中共通化省委秘书处处长等。
中华人民共和国成立后，担任中共黑龙江省委宣传部长。1954年，升任中共黑龙江省委工业部长。1960年，任中共黑龙江省委书记处书记。1972年，任中共哈尔滨市委书记。1977年，升任中共黑龙江省委书记，兼哈尔滨市委第一书记。1983年，任黑龙江省政协主席。1985年，任黑龙江省人大常委会主任。